# Британские 533-мм торпеды

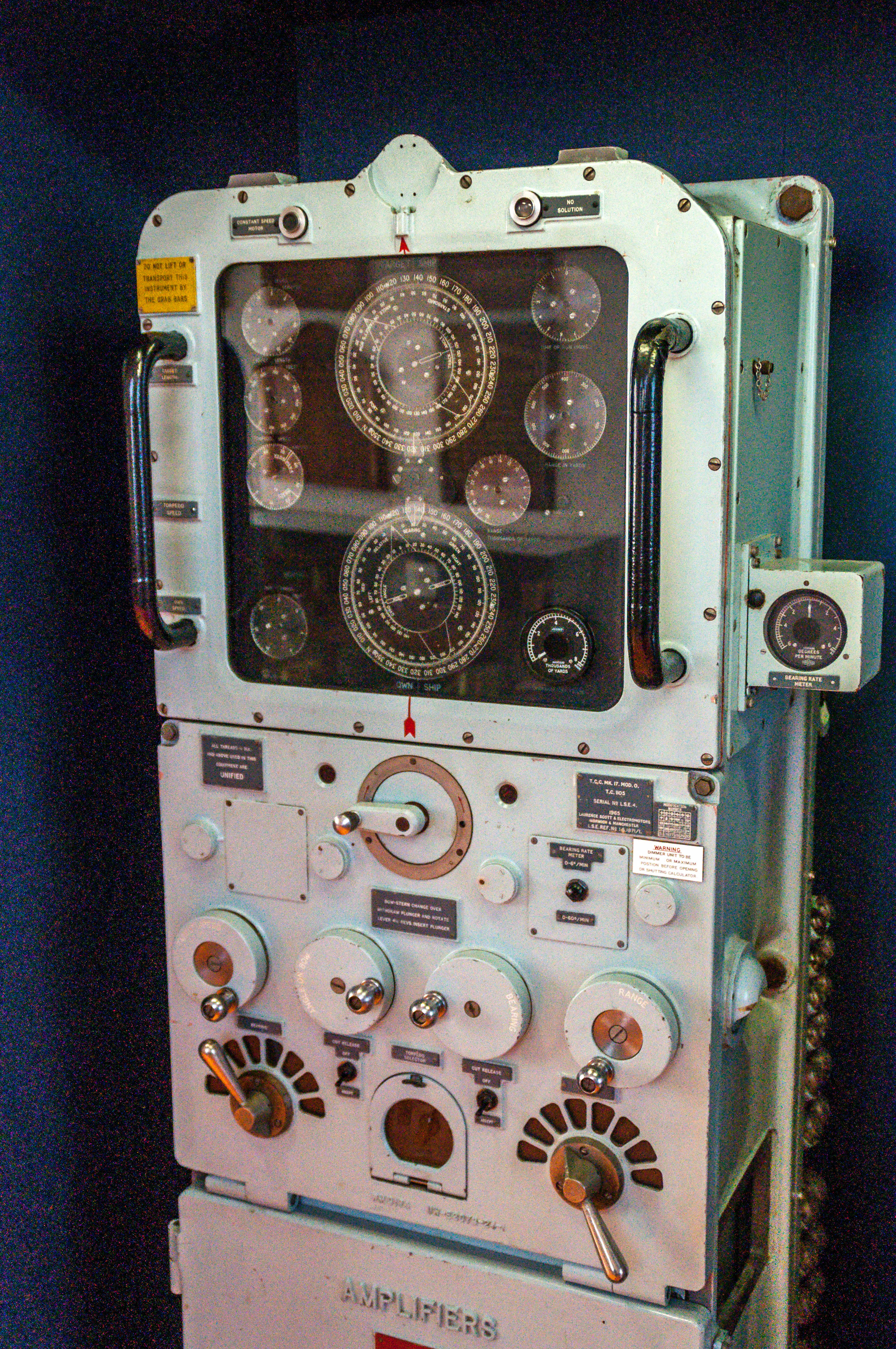
Панель управления торпедным вооружением

Британия производила несколько типов 21-дюймовых (533-мм) торпед, использовавшихся Королевским флотом с момента их появления накануне Первой мировой войны.
Калибр 533 мм был самым большим среди торпед, находящихся на вооружении ВМС Великобритании. Они применялись на надводных кораблях и подводных лодках. Авиация использовала торпеды меньшего калибра (18 дюймов).

## Mark I
Первая британская 533-мм торпеда выпускалась двух размеров: «короткие» длиной 5,45 м и «длинные» — 7,04 м. Заряд взрывчатого вещества первоначально составлял 200 фунтов (90,7 кг) нитроцеллюлозы, а затем был увеличен до 225 фунтов (102 кг).

## Mark II
Торпеды Mark II, которые использовались в основном эсминцами, приняты на вооружение в 1914 году. Помимо некоторых старых британских кораблей, ими вооружались старые американские эсминцы типа «Таунс» (договор «Эсминцы в обмен на базы»), которые поставлялись в Великобританию в начале Второй мировой войны. Скорость хода была снижена с 45 узлов (на дистанции более 3000 метров) для повышения надежности.
Торпеды Марк-II*, улучшенная модификация Марк II, использовались на линкорах и крейсерах. Они имели двигатель с водяным охлаждением, который позволял проходить расстояние 4,1 км со скоростью 45 узлов.

## Mark VII
Торпеды Mark VII выпускались для британских тяжелых крейсеров, то есть крейсеров с орудиями калибра 203 мм. Разработанные в середине 1920-х годов крейсера типа «Каунти» появились примерно в это же время, сразу после Вашингтонского военно-морской договора.
В качестве окислителя использовался обогащённый кислородом воздух, хотя в начале Второй мировой войны запасы торпед были переоборудованы для работы на обычном воздухе.

## Mark VIII
Технические характеристики:
Mark VIII
- Принят на вооружение: 1927
- Масса: 1566 кг
- Длина: 6,58 м

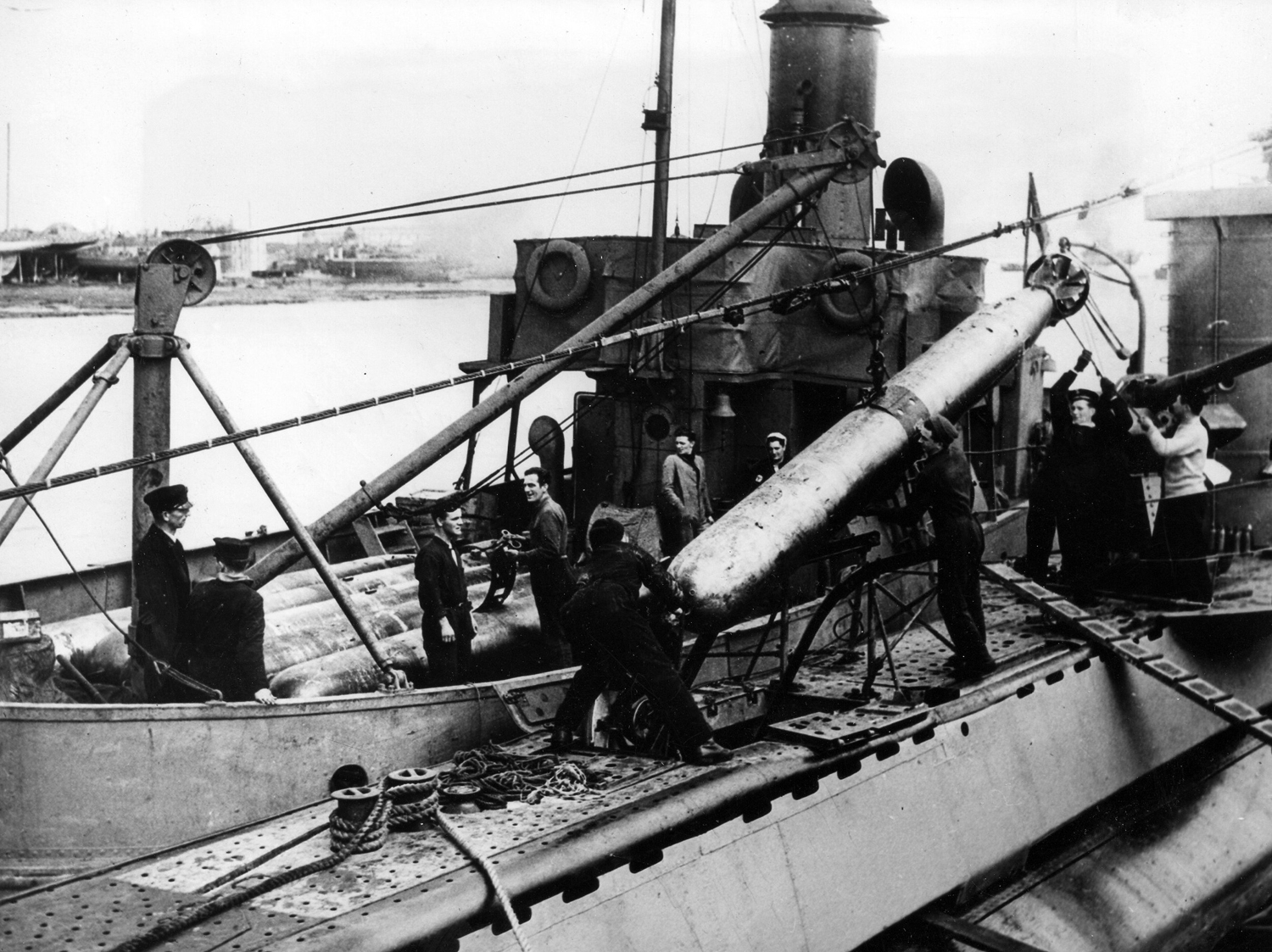
Погрузка торпеды Mark VIII на подводную лодку «Сокол» ВМС Польши Флота

- Заряд взрывчатого вещества: 340 кг ТНТ
- Дальность и скорость: 4500 м / 40 узлов

Ранний Mark VIII**
- Дальность и скорость: 4500 м / 45,6 узлов
- Заряд взрывчатого вещества: 327 кг Торпекс

Поздний Mark VIII**
- Дальность и скорость: 6400 м / 41 узел
- Заряд взрывчатого вещества: 365 кг Торпекса

Торпеда Марк VIII была разработана примерно в 1925 году и была первой британской торпедой с двигателем внутреннего сгорания. Ею в 1927 году были вооружены подводных лодки типа «O» и торпедные катера. Основной торпедой Второй мировой войны была улучшенная торпеда Марк VIII**. До сентября 1944 года она была применена 3732 раза (56,4 % от общего числа торпедных пусков). Торпеда до 1983 года была на вооружении Королевского флота и до 1993 года — Королевского норвежского Военно-Морского Флота (торпедная батарея Кaholmen в крепости Оскарсборг).
Mark VIII** был использован в двух особо примечательных инцидентах:
9 февраля 1945 года английская подводная лодка «Venturer» четырьмя торпедами Mark VIII** потопила немецкую подводную лодку U-864. Это единственный случай в военное время, когда одна подводная лодка потопила другую, причём обе были в подводном положении.
2 мая 1982 английская подводная лодка «Conqueror» тремя торпедами Марк VIII** потопила Аргентинский крейсер «Генерал Бельграно» во время Фолклендской войны. Это единственный случай потопления надводного корабля атомной подводной лодкой в военное время (и только второе потопление надводного корабля либо подводной лодки после окончания Второй Мировой Войны).

## Mark ІХ
Впервые появилась в 1930 году и была значительно улучшена в 1939 году. Использовалась на «Линдере» и более поздних крейсерах, на эскадренных миноносцах типа «А» и более поздних типах эсминцев.
Также заменила старую торпеду Марк VII на тяжёлых крейсерах во время войны.

## Mark X
С 1939 использовалась подводными лодками, торпедными катерами и эсминцами.

## Mark XI
Торпеда с электрическим двигателем и боевой частью с 322 кг тротила. Была принята на вооружение во время Второй Мировой войны, использовалась на эсминцах.

## Mark 12
Торпеды, известные под кодовым названием «Ferry», а затем «Fancy» никогда запускались в производство. Разработана в 1952 году, боевая часть с 340 кг торпекса. Двигатель на перекиси водорода придавал ей скорость 28 узлов на дальности 5 000 м.
Известно несколько несчастных случаев, вызванных химической неустойчивостью перекиси водорода. Одним из таких случаев был взрыв торпеды после погрузки на подводную лодку Sidon (P259), который надолго вывел лодку из строя.
В 1959 году программа Mark 12 была прекращена.

## Mark 20 Bidder
Разработанная под кодовым названием «Bidder» (претендент), Mark 20 была оснащена электрическим двигателем и пассивным гидролокатором и предназначалась для вооружения надводных кораблей (Mark 20Е — «Escort») и подводных лодок (Mark 20S). Модификация 20Е недолго пробыла на вооружении из-за проблем с её программированием. Это привело к тому, что несколько фрегатов типа Rothesay и Whitby не были оснащены торпедными аппаратами.
На подводных лодках эта торпеда была в 1980-х годах заменена на Tigerfish.

## Mark 21 Pentane
Проект автономной торпеды с активным/пассивным гидролокатором, предназначенной для противолодочных самолётов Short Sturgeon. Он был прекращён после длительной работы, но некоторые его наработки были использованы использован в Tigerfish.

## Mark 22
Управляемая по проводам модификация Mark 20 производилась фирмой «Викерс» в порядке частной инициативы.

## Mark 23 Grog
Управляемая по проводам модификация Mark 20. Принята на вооружение в 1971 году, уже будучи устаревшей, состояла на вооружении до принятия Tigerfish.
На Mark 23 была установлена забортная катушка с проводом длиной 10 000 м. В 1973 все торпеды этого типа в Королевском флоте были временно сняты с вооружения из-за отказов системы управления на больших дистанциях.
После нескольких месяцев расследования выяснилось, что причина неполадок кроется в блоке наведения фирмы GE. Согласно инструкции Королевского флота, все германиевые диоды в электронной части устройства были заменены на кремниевые. В результате различия характеристик диодов перестала работать система автоматического управления усилением. Обратная замена диодов решила эту проблему.

## Mark 24 Tigerfish
Первая торпеда Tigerfish (Mod 0) поступила на вооружение в 1980 году. Снята с вооружения в 2004 году.
Выпущено несколько моделей Tigerfish.
- Mark 24 Mod 0 Tigerfish
- Mark 24 Mod 1 Tigerfish
- Mark 24(N) Tigerfish
- Mark 24 Mod 2 Tigerfish